# Opus (fils de Zeus)
Pour les articles homonymes, voir Opus.
Opus est un demi-dieu de la mythologie grecque. Fils de Zeus et de Protogeneia (la fille de Deucalion), il fut un roi d'Elis et engendra Cambyse.
Opus est le père de Cambyse ou Protogénie qui fut emmené par Zeus sur le Mont Ménale en Arcadie où elle accoucha d'un fils également nommé Opus. Ce dernier fut adopté par Locrus (roi de Locride qui était stérile) et deviendra roi d'Oponte sous le nome d'Opus II.